# آلبیون (واشینگتن)
البیون، واشینگتن (به انگلیسی: Albion, Washington) یک منطقهٔ مسکونی در ایالات متحده آمریکا است که در ایالت واشینگتن واقع شده‌است.

## خصوصیات
البیون ۰٫۹۳ کیلومترمربع مساحت و ۵۷۹ نفر جمعیت دارد و ۶۸۵ متر بالاتر از سطح دریا واقع شده‌است.